# Greatest Hits (Thalía)
Greatest Hits è un album discografico di raccolta della cantante messicana Thalía, pubblicato nel 2004.

## Tracce
Edizione CD
1. Piel morena – 4:42
2. María la del barrio – 3:53
3. Amor a la mexicana – 4:26
4. Mujer latina – 3:38
5. Rosalinda – 3:52
6. Arrasando – 3:59
7. Regresa a mí – 4:28
8. Entre el mar y una estrella – 3:44
9. Tú y yo – 3:43
10. No me enseñaste – 4:29
11. ¿A quién le importa? – 3:45
12. Me pones sexy – 3:46
13. Cerca de ti (Closer to You) – 3:57
14. Toda la felicidad (Don't Look Back) – 3:17
15. Cuando tu me tocas – 3:51
16. Acción y reacción – 3:56

## Classifiche
| Paese                        | Posizione più alta |
| ---------------------------- | ------------------ |
| Spagna                       | 37                 |
| Stati Uniti Latin Pop Albums | 1                  |